# Coeur d’Alene River
Der Coeur d’Alene River ist ein 60 km langer Zufluss des Coeur d’Alene Lake im Idaho Panhandle im Nordwesten des US-Bundesstaates Idaho.
Der Coeur d’Alene River entsteht am Zusammenfluss seiner beiden Quellflüsse, North Fork und South Fork Coeur d’Alene River, nordwestlich der Ortschaft Pinehurst. Von dort strömt er anfangs in westlicher, später in westsüdwestlicher Richtung zum Coeur d’Alene Lake. Westlich von Cataldo liegt der Coeur d'Alene's Old Mission State Park am rechten Flussufer. 
Der Fluss entwässert ein Areal von 3763 km². An der Mündung beträgt der mittlere Abfluss 77 m³/s.
Auf der Bahntrasse der stillgelegten Bahnlinie, die beginnend in Mullan entlang dem Flusslauf des South Fork und anschließend entlang dem Hauptfluss führt, wurde ein asphaltierter Radweg angelegt, der als Trail of the Coeur d’Alenes den Status eines State Park besitzt.

## Zuflüsse
Der 110 km lange North Fork Coeur d’Alene River entspringt in den Coeur d’Alene Mountains 10 km östlich des Lake Pend Oreille. Von dort strömt er anfangs in südöstlicher Richtung. Nahe Prichard wendet er sich dann nach Westen. 7 km oberhalb der Mündung trifft der etwa 60 km lange Little North Fork Coeur d’Alene River von rechts auf den Fluss.
Der North Fork Coeur d’Alene River entwässert ein Areal von 2317 km². Der mittlere Abfluss an der Mündung beträgt 53 m³/s.
Der South Fork Coeur d’Alene River entspringt in der Bitterroot Range an der Grenze zu Montana. Er fließt in westlicher Richtung durch das so genannte Silver Valley und trifft nach etwa 55 Kilometern bei Pinehurst auf den North Fork. Das Einzugsgebiet umfasst 743 km². Der mittlere Abfluss an der Mündung liegt bei 15 m³/s. Am Flusslauf liegt bei Kellogg der Bunker Hill Mine and Smelting Complex mit mehreren ehemaligen Minen, in denen früher Silber gefördert und anschließend verhüttet wurde. Dabei gelangten Schwermetalle in die Umwelt und in den Fluss und belasten noch heute die abstrom gelegenen Gewässer. Ab Mullan verläuft die Interstate 90 entlang dem Flusslauf.